# 프랑스령 기아나의 아롱디스망

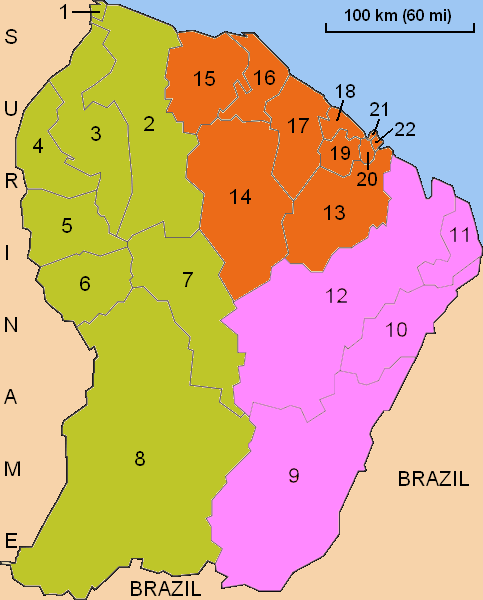
2022년 10월 개편 이후 아롱디스망 현황

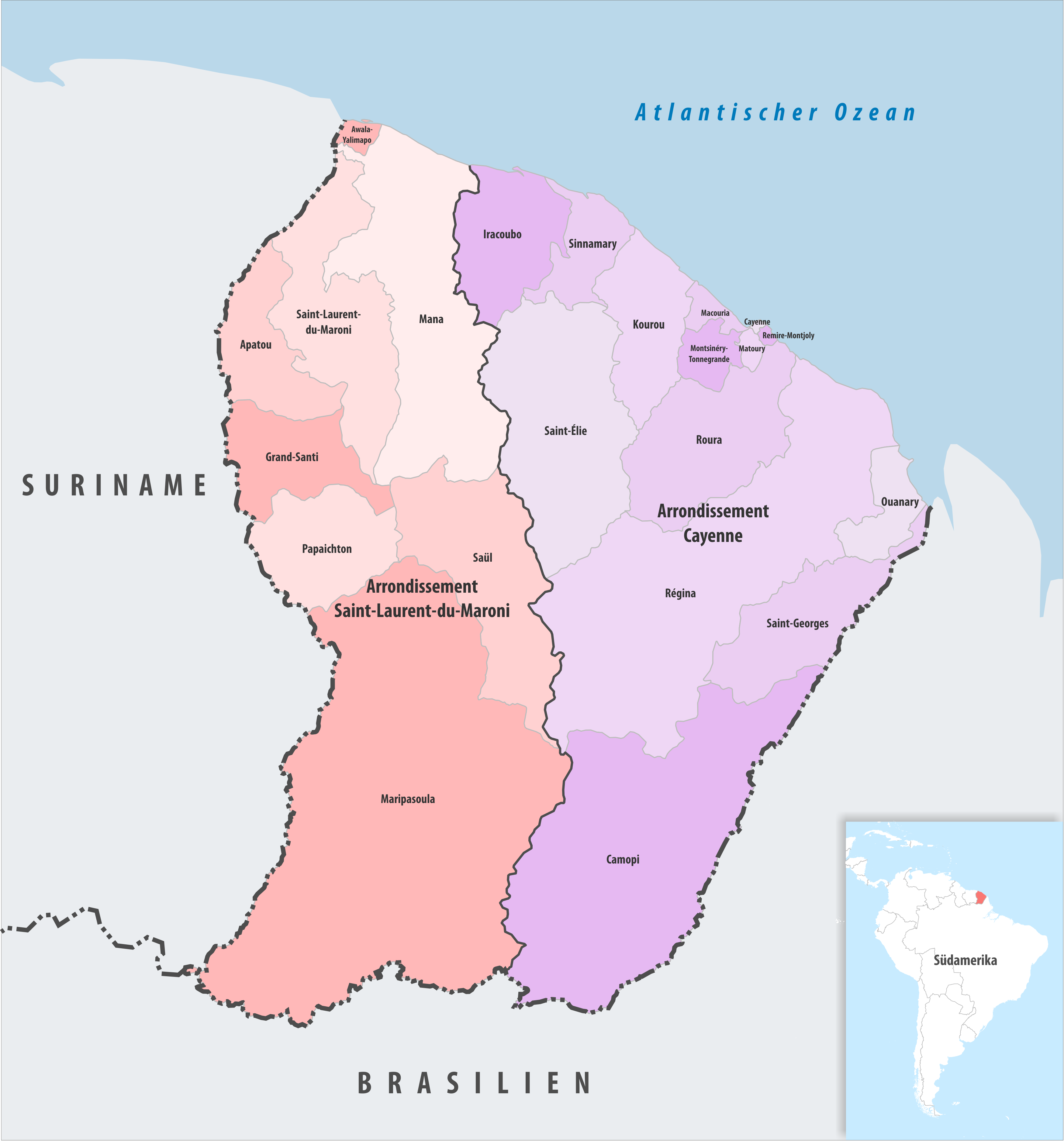
2022년 10월까지의 아롱디스망

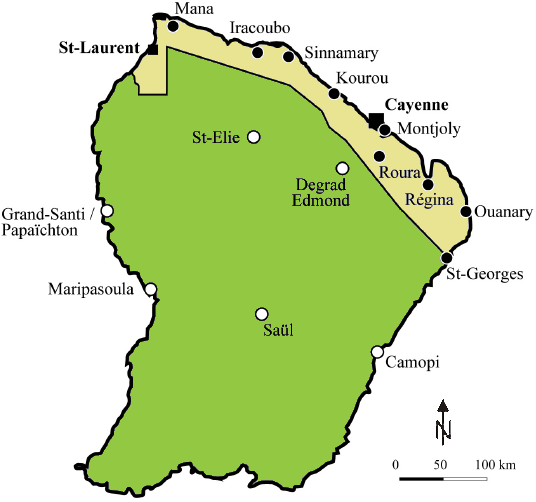
1952년 프랑스령 기아나의 아롱디스망 (초록색: 이니니, 노란색: 카옌)

프랑스령 기아나 주의 아롱디스망은 총 3개가 있다.
1. 카옌 아롱디스망 (기아나주 주도: 카옌)은 코뮌 10개가 속해 있다. 2019년 총인구 177,716명.
2. 생로랑뒤마로니 아롱디스망 (준주도: 생로랑뒤마로니)은 코뮌 8개가 속해 있다. 2019년 총인구 96,757명.
3. 생조르주 아롱디스망 (준주도: 생조르주)는 코뮌 4개가 속해 있다. 2019년 총인구 7,205명. 2022년 10월 26일 프랑스 정부 법령에 따라 신설됐다.[2]

## 역사
1947년 기얀주 신설 당시 아롱디스망은 카옌 아롱디스망이 유일했다. 이후 1951년 프랑스령 기아나의 내륙 영토에 해당되는 이니니 아롱디스망이 신설되었다. 1969년부터는 이니니 아롱디스망이 해체되었고, 프랑스령 기아나 전체가 카옌 아롱디스망과 생로랑뒤마로니 아롱디스망으로 분구되었다.
2022년 10월 카옌 아롱디스망에 속했던 브라질 국경 지대의 오야포크강 일대 지역이, 주도인 카옌과 200km 떨어져 있어 행정상의 어려움이 있다는 점이 지적되면서 이들 지역의 코뮌 4곳을 생조르주 아롱디스망으로 분리 신설하였다.

## 같이 보기
- 프랑스령 기아나의 캉통
- 프랑스령 기아나의 코뮌 목록